# Ruth Köhler-Irrgang
Ruth Lydia Wally Käthe Köhler-Irrgang (* 12. Februar 1900 in Berlin; † 26. September 1969 in Hannover) war eine deutsche Schriftstellerin.
Die Tochter des Organisten und Musikprofessors Bernhard Irrgang studierte Philosophie und Volkswirtschaft und legte die Lehramtsprüfung ab. Als Schriftstellerin wirkte sie in Berlin. 1924 heiratete sie den Ingenieur Kurt Köhler (1878–1954). Nach der Machtübernahme durch die Nationalsozialisten trat sie zum 1. Mai 1933 in die NSDAP ein (Mitgliedsnummer 2.644.673). Sie wurde Gaurednerin der NS-Frauenschaft Berlin und arbeitete in der dortigen Presseabteilung mit. Im Oktober 1933 unterschrieb sie zusammen mit 87 weiteren Schriftstellern das Gelöbnis treuester Gefolgschaft für Adolf Hitler. Ihre Schriften beschäftigten sich ausführlich mit der Rolle der Frau und wurden zum Teil für Propagandazwecke im Zentralverlag der NSDAP publiziert.
Mehrere Bücher von Köhler-Irrgang wurden 1946 und 1948 in der Sowjetischen Besatzungszone auf die Liste der auszusondernden Literatur gesetzt.

## Werke (Auswahl)
- Die Frau im Glaubensleben des Volkes. Eher Nachf., München 1943.
- Die Familie als Kraftquell und Lebensgrund des Volkes. (= Schriftenreihe zur weltanschaulichen Schulungsarbeit der NSDAP. Bd. 13: Der Kampf als Lebensgesetz). Zentralverlag der NSDAP, Eher Nachf., München 1942.
- Die Sendung der Frau in der deutschen Geschichte. Von Hase & Koehler, Leipzig 1940 (3. Auflage 1943).
- Sippenpflicht und Sittlichkeit. 1938.[8]
- Die Frau aus dem Hügel. Adolf Klein, Leipzig 1938.
- Die religiösen Grundlagen des Sippengedankens in der Isländersaga. Adolf Klein, Leipzig 1936.
- Der alte Backtrog. Laienspiel. Kaiser, München 1936.
- Weib und Kind am nordischen Ende der Welt. Adolf Klein, Leipzig 1935.
- Die Flöte im Schilf u. a. Erzählungen. Behr, Berlin 1934.